# Xenomyia palpalis
Xenomyia palpalis är en tvåvingeart som beskrevs av Fritz Isidore van Emden 1948. Xenomyia palpalis ingår i släktet Xenomyia och familjen husflugor.
Artens utbredningsområde är Etiopien. Inga underarter finns listade i Catalogue of Life.